# Кирилл VI Александрийский
Кири́лл VI (араб. كيرلس السادس ; в миру — Азер Иосиф Ата; 2 августа 1902 — 9 марта 1971) — 116-й Патриарх Коптской Православной Церкви, возглавлявший её с 10 мая 1959 года по 9 марта 1971 года.

## Ранняя жизнь
Азер Иосиф Ата, будущий патриарх Кирилл VI, родился в Даманхуре, Египете, в коптской православной семье. Его отец был дьяконом. После окончания средней школы Азер работал в городе Александрии в транспортной компании. В июле 1927 года он оставил гражданскую службу, чтобы стать монахом. 27 июля 1927 года Азер приехал в монастырь Эль-Барамус, где подвизались преп. Арсений Великий и преп. Моисей Мурин.
После прохождения испытательного срока 25 ноября 1928 года он принял монашество под именем Мина эль-Барамус (Мина из монастыря Эль-Барамус). Через 3 года, 18 июля 1931 года, он был рукоположён в сан священника. Отец Мина окончил богословский колледж в
городе Хелуан (Helwan Theological College), войдя в десятку лучших студентов. После этого он уединился в пещере недалеко (3 км) от монастыря, чтобы вести жизнь отшельника. Отец Мина взял девизом своей монашеской жизни правило:

Люби каждого, но держись на расстоянии.
Оригинальный текст (англ.)Love everyone, but keep yourself distant.

Впоследствии отец Мина был поставлен игуменом монастыря Святого Самуила, который находится в восточной части пустыни недалеко от Красного моря.
Там он проделал большую работу по восстановлению исторического ландшафта монастыря. Закончив восстановление, отец Мина поселился в заброшенной ветряной мельнице на юге Каира, чтобы вести уединенную жизнь.
Выселенный с ветряной мельницы, отец Мина построил в 1947 году в Старом Каире современную церковь, посвященную святому Мине (память 11 ноября по юлианскому календарю), своему небесному покровителю. Он также построил при церкви общежитие для иногородних студентов. Жившие в общежитии студенты посещали богослужения, получали духовное руководство и обучались основам монашеской жизни. В современном Египте это было первое студенческое общежитие, построенное при церкви. Оно положило начало целому ряду подобных общежитий, из стен которых вышли многие будущие священники и епископы Коптской православной церкви.
Таким образом отец Мина осуществлял свою мечту о возрождении коптского монашества и всей Коптской церкви.
У истоков этого монашеского движения за обновление духовной жизни стоял монах по имени Абд эль-Масих (1907—1973). Он возродил давно забытую в Коптской Церкви традицию пустынножительства и сам жил в пещере с 1935 года. Его учениками были Мина эль-Барамус (Патриарх Кирилл VI), Антуниус ас-Сурьяни (Патриарх Шенуда III, умерший 17 марта 2012 года), известный церковно-общественный деятель и духовный писатель Матта-эль-Маскин, и др.

## Патриарх Александрийский

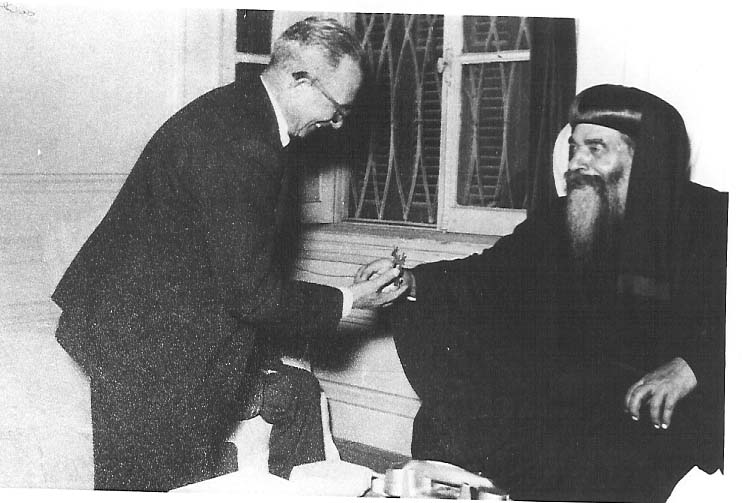
Папа Кирилл VI и директор Коптского музея Пахор Лабиб

Интронизация Патриарха Кирилла VI произошла 10 мая 1959 года.
Согласно древней коптской традиции, Патриарх избирался не из епископов. В XX веке эта традиция была нарушена. Патриархи Иоанн (Yu’annis) XIX (1929—1942), Макарий III (1944—1945), Иосиф (Юсаб) II (1946—1956) и Шенуда III (1971—2012) были уже в сане епископа перед патриаршей интронизацией. Кирилл VI был единственным монахом, избранным патриархом в XX веке, не находясь перед этим в епископском сане.
Избрание Патриарха Кирилла VI происходило по жребию из трёх выбранных кандидатов.
Подобным образом 5 (18) ноября 1917 в храме Христа Спасителя был избран Патриарх Московский и всея Руси святой Тихон.
Почти сразу после избрания, в ноябре 1959 года, Патриарх Кирилл VI инициировал восстановление монастыря Святого Мины, находящегося в пустыне Марьют 45 км юго-западнее Александрии. Сейчас монастырь Святого Мины является одним из самых известных в Египте, там почивают мощи святого Мины. ЮНЕСКО включило этот монастырь в список объектов Всемирного наследия.
Патриарх Кирилл VI основал 33 церкви в Каире и 10 в Александрии. Впервые в истории Коптской православной церкви он основал коптские церкви в Азии (Кувейт), Америке (Нью-Джерси, Калифорния), Канаде (Торонто, Монреаль) и Австралии (Сидней, Мельбурн).
Патриарх Кирилл VI даровал автокефалию Эфиопской православной церкви. Её предстоятель получил титул Патриарх Католикос. В 1959 году Абуна Василий (Баслейос) стал первым Патриархом Католикосом Эфиопской православной церкви. Патриарх Кирилл VI председательствовал на совещании глав Древневосточных православных церквей в Аддис-Абебе в январе 1965 года. Это было первое подобное совещание, проведенное в наши дни.
В июне 1968 года Патриарх Кирилл VI возвратил в Египет часть мощей святого апостола и евангелиста Марка, которые с 31 января 829 года находились в Соборе Святого Марка в Венеции.
Патриаршество Кирилла VI отмечено беспрецедентными по своим масштабам и длительности явлениями Богоматери в каирском пригороде Зейтун. Начиная с 2 апреля 1968 года по 29 мая 1971 года Богоматерь периодически являлась в виде светящегося образа над куполами церкви. Миллионы египтян и иностранцев всевозможных вероисповеданий наблюдали явления, длящиеся от нескольких минут до нескольких часов.
В 1960 году Кирилла VI посетил московский патриарх Алексий I.

## Патриарх и паства
Патриарх Кирилл VI руководил многомиллионной паствой напрямую, без посредников. Вы могли легко встретиться с ним и поговорить лицом к лицу. До него иерархия Коптской церкви и паства были разъединены. Патриарх Иосиф (Юсаб) II, обвинённый в симонии, был вынужден подписать отречение в 1954 году.
Патриарх Кирилл VI всегда уделял много внимания своей пастве и проводил долгие часы, благословляя и разговаривая с простыми людьми, старыми и молодыми. Во время его возглавления Коптской православной церкви многие из молодых людей, наблюдая его скромный образ жизни, были привлечены в монашество и пастырство. Он уделял особое внимание студентам, ободрял их во время экзаменационных сессий и молился за их успех. Неудивительно, что многие из них вставали на путь священства после окончания колледжей, что ранее считалось немыслимым.
Свидетельствуя святость своего предшественника, Патриарх Шенуда III утверждал:

За всю историю Коптской Православной Церкви не было человека, подобного Патриарху Кириллу VI, который был способен участвовать в таком множестве литургий. Он молился на более чем 12000 литургиях. Такого случая никогда не было в истории, ни среди патриархов, ни даже среди простых монахов. Он был удивителен в своих молитвах.
Оригинальный текст (англ.)There is no man in all the history of the church like Pope Cyril VI, who was able to pray this many liturgies. He prayed more than 12,000 liturgies. This matter never happened before in the history of any pope of the or the world, or even among the monks. He was wondrous in his prayers.

После смерти тело покойного Патриарха Кирилла VI было положено под алтарем Великого Собора в Каире. Новый Патриарх Шенуда III перенес тело своего предшественника, в соответствии с посмертным завещанием последнего, в монастырь Святого Мины.